# Julius Theodor Grunert
Julius Theodor Grunert (* 31. Januar 1809 in Halle an der Saale; † 30. August 1889 in Trier) war ein deutscher Förster, Direktor der Forstakademie in Eberswalde, zuletzt Oberforstmeister in Trier und Herausgeber der „Forstlichen Blätter“.

## Abstammung
Grunert entstammte einer früher in der Lausitz ansässigen Bürgerfamilie, die bis in den Anfang des 16. Jahrhunderts zurückgeführt werden konnte und die in mehreren Generationen in Halle a. d. Saale das Buchdruckereigeschschäft und einen Bücherverlag betrieb. Grunert wurde als letztes Kind seiner Eltern geboren, während der spätere Professor der Mathematik zu Greifswald Johann August Grunert (1797–1872) 12 Jahre früher geboren war.

## Jugend
Von frühester Jugend an interessierte er sich für die Naturkunde. In der schulfreien Zeit durchstreifte er Wald und Flur in der Umgebung seiner Vaterstadt. Später wurde dieses Interesse nach dem Kennenlernen der Natur und ihrer Erzeugnisse geregelter, als er durch Vermittlung seines Vaters von den Lehrern der Universität Halle, den Botanikern Kurt Sprengel und Georg Friedrich Kaulfuß, dem Zoologen Christian Ludwig Nitzsch und dem Mineralogen sowie dem Entomologen Ernst Friedrich Germar freundlich angenommen und ihm die Liebe zur Natur vermittelt wurde. Schon von Jugend an war er in Zibigk Köthen im Hause des Ornithologen Johann Friedrich Naumann ein- und ausgegangen und hatte den Begründer der Vogelkunde in Mitteleuropa schätzen gelernt.

## Studium der Naturkunde in Halle
Nach Beendigung der Schulzeit immatrikulierte er sich an der Universität Halle und studierte Naturwissenschaften bei dem Geographen, Geologen, Botaniker, Ornithologen, Meeresbiologen, Entomologen, Zoologen, Paläontologen und Meteorologen Carl Hermann Conrad Burmeister (1807–1892) sowie dem Geologen, Botaniker und Landvermesser Franz Wilhelm Junghuhn (1809–1864).

## Militärzeit
Die Julirevolution von 1830 in Frankreich, die belgische Revolution und die dadurch veranlasste Besetzung der belgischen Grenze durch preußische Truppen bewog Grunert, sich zum Wehrdienst als Einjährig-Freiwilliger in der 4. Jägerabteilung des preußischen Heeres in Halle zu melden. Er wurde mit seiner Zustimmung bei Malmedy an die belgische Grenze versetzt. Dort war er aber nur mit Vorposten- und Patrouille-Diensten eingesetzt. Zu kriegerischen Handlungen ist es nicht gekommen. In der Jägerabteilung lernte er den Leutnant Friedrich Wilhelm Stahl kennen, den späteren Oberförster in Rüdersdorf. Stahl war zur Vorbereitung auf die Forstlaufbahn zunächst Offizier geworden und seine Verabschiedung stand bevor, weil er nach Beendigung der Kriegshandlungen Forstwissenschaft studieren wollte.sprengel Beide verband die Liebe zur Natur. Bei dem Oberförsterexamen 1835 trafen sie sich wieder. In dienstfreier Zeit konnte Grunert während der Dienstzeit seine naturwissenschaftlichen Studien fortsetzen, indem ihn der Botaniker Kurt Sprengel, den er schon seit seiner Jugend kannte, einer gelehrten in Malmedy lebenden Französin, der Marie-Anne Libert, einer genauen Kennerin und Bearbeiterin der Ardennen-Flora, empfahl, die ihm darauf Zugang zu ihren mikroskopischen Studien und wissenschaftlichen Arbeiten eröffnete.

## Ausbildung und berufliche Tätigkeit als Forstmann

### Forstlehre
Nach Entlassung aus dem Militärdienst trat nun die wichtige Frage wegen der Wahl eines festen Berufes an ihn heran. Wegen der schlechten Berufsaussichten nach einer reinen wissenschaftlichen Ausbildung entschied er sich, Forstmann zu werden. Durch die Vermittlung des Oberforstmeisters v. Schleinitz zu Potsdam, der den Bruder von Grunert kannte, begann Grunert bei dem Oberförster Theodor Krüger zu Oderberg, einem Schwiegersohne des Oberlandforstmeisters Georg Ludwig Hartig von 1831 bis 1832 an der Oberförsterei Liepe bei Eberswalde, die für die Forstakademie in Eberswalde ein Lehrforstbetrieb, war, eine einjährige Forstlehre.

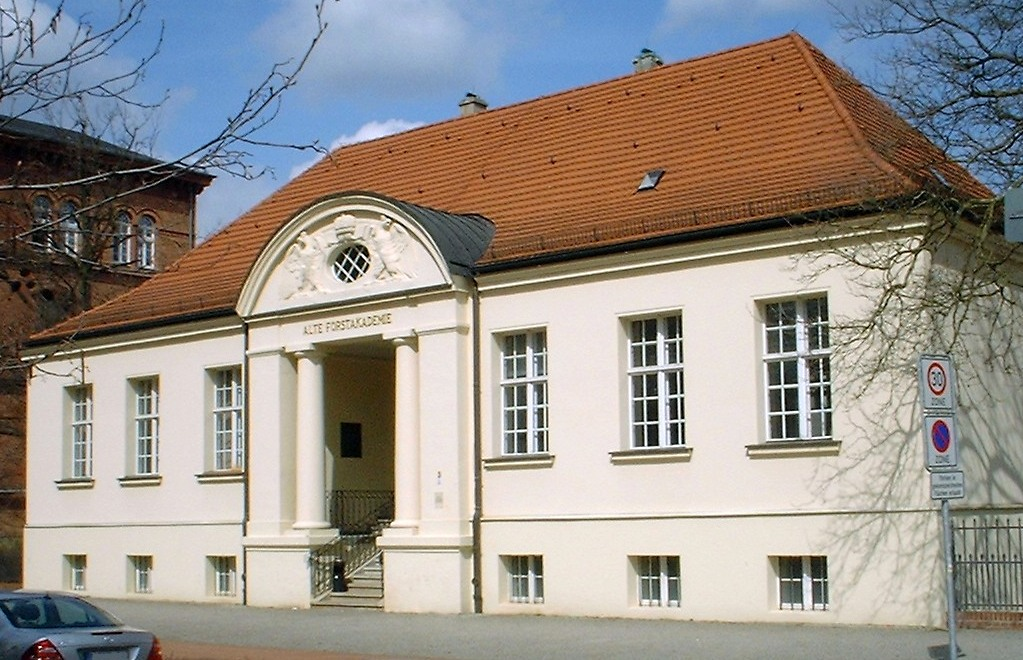
Das 1793 errichtete Gebäude der Alten Forstakademie an der Schicklerstraße

### Studium an der Forstakademie in Eberswalde und an der Universität in Halle
Nach Ablauf der einleitenden Lehrzeit, setzte er seine Ausbildung fort mit einem Studium von Ostern 1832 bis Herbst 1833 an der Forstakademie in Eberswalde.
Nach einem weiteren Studium der Staats- und Rechtswissenschaften an der Universität Halle bestand er 1836 das Oberförsterexamen und wurde im Regierungsbezirk Merseburg mit Forst- und Abschätzungsarbeiten beschäftigt und legte die Feldmesserprüfung ab.

### Oberförsterexamen und weitere Tätigkeit in Forstbetrieben
1839 bewarb er sich als Dozent an der Königlichen Staats- und landwirtschaftlichen Akademie Eldena bei Greifswald. Es erfolgte zwar eine Zusage, die Stelle trat er dann aber doch nicht an, da er die Zusicherung verlangte, dass ihm die Befugnis zum späteren etwaigen Wiedereintritt in die Reihe der Kandidaten des Preußischen Staatlichen Forstwesens gestattet wurde. Der betreffende Ressort-Minister versagte zwar die Genehmigung, war aber auf Grunert aufmerksam geworden war und bot ihm die damals in Königsberg bestehende etatsmässige Forst-Assessorstelle zur Verwaltung an.
Danach arbeitete er in verschiedenen Funktionen in der Forstwirtschaft in Königsberg (ab 1839), in Neu-Glienicke, jetzt Ortsteil von Neuruppin (ab 1843), Danzig (ab 1846) und Köslin (ab 1849). 1851 kehrte er nach Danzig zurück, wo er 1854 den Titel eines Oberforstmeisters erhielt.

### Direktor der Forstakademie
Im Jahr 1859 wurde er zum Nachfolger von Friedrich Wilhelm Leopold Pfeil als Direktor der Forstakademie in Eberswalde ernannt. Er blieb als Direktor in Eberswalde bis 1866, als er von Bernhard Danckelmann abgelöst wurde.

### Oberforstmeister in Trier
Auf eigenen Wunsch war er danach von 1866 bis zu Verabschiedung in den Ruhestand im Jahre 1878 als Oberforstmeister an der Spitze der Regierungs-Forstverwaltung in Trier tätig.

## Herausgeber der Zeitschrift „Forstliche Blätter“
Von 1861 bis 1867 arbeitete Grunert als Herausgeber der Zeitschrift Forstliche Blätter, und nach einer mehrjährigen Pause setzte er seine Edition in Zusammenarbeit mit Ottomar Victor Leo (1872–1876) und Bernard Borggreve(1877) fort.

## Auszeichnungen

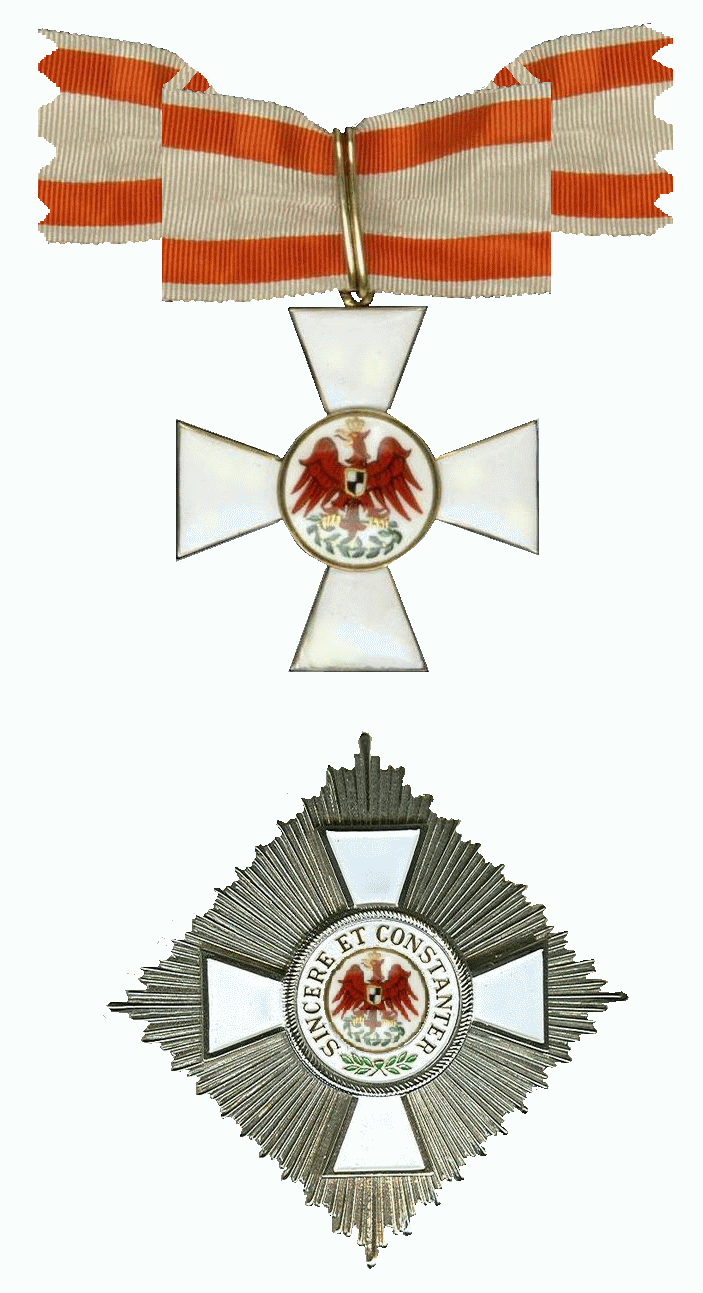
Orden eines Ritters des Roten Adlerordens zweiter Klasse

Grunert war Ehrenmitglied des österreichischen Reichs-Forstvereins und war Ritter des Roten Adlerordens zweiter Klasse mit Eichenlaub.
Ein Bild befindet sich in einem Buch des Springer-Verlages.

## Biografien
Die obigen Angaben zum Lebenslauf sind im wesentlich aus den nachstehenden Werken entnommen, die zum Teil wörtlich zitiert werden, ohne dass dies im Einzelnen gesondert kenntlich gemacht wird:
- Julius Theodor Christian Ratzeburg, Forstwissenschaftliches Schriftsteller-Lexikon, 1874, S. 208 ff., (Selbstbiografie) PDF-Datei online
- Bernhard Danckelmann, Die Forstakademie Eberswalde von 1830 bis 1880, Berlin 1880, S. 41 ff., online

## Werke (Auswahl)
- Die Lohhecken im Regierungsbezirk Trier in: Forstliche Blätter: Zeitschrift für Forst- u. Jagdwesen, Bände 15–16, Bd. 16, 1868, S. 18 ff. online und online
- Der Eichenwald im Regierungsbezirk Trier, Hannover 1868, mit Besprechung von Neubrand in: Monatsschrift für das Jagd- und Forstwesen, 1969, S. 193 ff., online
- Die Jagdgesetzgebung Preußens in ihrer geschichtlichen Entwickelung, ihrem gegenwärtigen Stande und ihrer Abänderungs-Bedürftigkeit : unter besonderer Berücksichtigung der Verhandlungen des Landtags im Jahre 1883/84 wegen Entwurfs einer Jagdordnung, Trier 1885 online
- Forstlehre: Unterricht im Forstwesen für Forstlehrlinge und angehende Förster. Mit vielen Holzschnitten, mehrere Auflagen, erster Teil, Die forstlichen Hilfswissenschaften online, zweiter Teil, Die Forstwissenschaft online
- Jagdlehre. Unterricht im Jagdwesen für angehende Jäger. I.: Jagdtierkunde, nebst: Allgemeine Einleitung in die Jagdlehre überhaupt für angehende Jäger. II.: Jagdbetriebskunde für angehende Jäger, 2 Bände in einem Band, Trier 1879/1880 (kein E-Book verfügbar)
- Der Preußische Förster, Darstellung der wichtigsten Bestimmungen der Verwaltung und Gesetzgebung für Preußische Förster und die es werden wollen unter Berücksichtigung des Staats-, Gemeinde- und Instituten-Forstdienstes, Hannover 1869 mit Anmerkung von Oberförster Bernhardt in: Zeitschrift für Forst- und Jagdwesen, Band 4, 1872, S. 165, online (2. Auflage 1883)

In den Forstlichen Blättern hat Grunert weitere Artikel verfasst, die in der obigen Aufstellung nicht enthalten sind. Einzelne Bände sind schon digitalisiert. Leider fehlt aber eine geordnete Übersicht aller Ausgaben.